# A131 road
Die A131 road (englisch für Straße A131) ist als eine als Primary route ausgewiesene Straße, die bei Little Waltham von der die Verbindung zur A12 road herstellenden A130 road an deren Nordende abzweigt und nach Nordnordosten führt, dabei Braintree auf einer Umgehungsstraße, überwiegend gemeinsam mit der A120 road, östlich umgeht und über Halstead bis nach Sudbury verläuft, wo sie an der A134 road endet. Eine Umgehung von Sudbury wie eine Verlängerung nach Süden bis zur A12 sind in Planung.